# Archiphonem
Archiphonem ist ein von Nikolai Sergejewitsch Trubetzkoy eingeführter Begriff der Sprachwissenschaft, speziell der Phonologie.
Ein Archiphonem ist ein Abstraktum und umfasst diejenigen phonologischen Merkmale, die zwei gegebenen Phonemen einer Sprache unter Nichtberücksichtigung der sie unterscheidenden distinktiven Merkmale (vgl. Opposition) gemeinsam sind. Archiphoneme werden graphisch oft mit Großbuchstaben wiedergegeben.

## Ein Beispiel
Ein Bereich, in dem Archiphoneme sinnvoll verwendet werden können, ist die sogenannte Auslautverhärtung im Deutschen. Sie lässt sich am Wort „Sieg“ beobachten: Dieses Wort wird etwa im Genitiv Singular mit stimmhaftem [g] als [ˈziːɡəs] gesprochen, im Nominativ Singular aber mit stimmlosem [k] als [ziːk]. Das heißt: Wenn das Wort mit „g“ endet, ist der Laut stimmlos und eine Fortis; wenn dahinter noch ein Vokal oder Sonant folgt, ist er stimmhaft. Dies ist im Deutschen eine allgemein gültige Regel bei Obstruenten (Reibe- und Verschlusslauten). Wenn man diese Regelhaftigkeit auch in der Lautschrift wiedergeben möchte, kann man das Wort „Sieg“ phonologisch auch mit einem Archiphonem als /ziːK/ darstellen. Das Archiphonem /K/ steht dann für den regelhaften Wechsel zwischen den Lauten [ɡ] und [k], die auch verschiedene Phoneme /ɡ/ und /k/ sind. Das Archiphonem /K/ steht für die übereinstimmenden Eigenschaften der beiden Phoneme, ist aber für das Merkmal, das beide Phoneme unterscheidet (s. Aussprache_der_deutschen_Sprache#Konsonantensystem und Fortes und Lenes im Deutschen), nicht festgelegt.
Ein Nachteil dieser Behandlung der wortfinalen Obstruenten besteht darin, dass Wörter, die konstant auf den stimmlosen Obstruenten enden, wie etwa stark [ʃaɐ̯k], dann ohne das Archiphonem /K/ repräsentiert würde. Es gäbe also in den Wortrepräsentationen sowohl Archiphoneme als auch Phoneme.

## Weitere Archiphoneme im Deutschen
Archiphoneme können auch in folgenden Fällen beobachtet werden:
- /P/: lieb [liːp] – liebes [’liːbəs]
- /T/: Lied [liːt] – Liedes [’liːdəs]
- /F/: Archiv [aʁˈçiːf] – Archive [aʁˈçiːvə]
- /S/: Reis [ʀaɪ̯s] – Reises [’ʀaɪ̯zəs]
- /K/: lag [läːk] – lagen [ˈläːɡⁿŋ̩] und /X/: wichti[ç] – wichti[ɡ]e (bzw. regional nur /X/: lag [läːx] – lagen [ˈläːɡⁿŋ̩] oder nur /K/)

Ein Archiphonem, das nichts mit Auslautverhärtung zu tun hat, sondern von der Lautumgebung abhängig ist, ist:
- Auch im Vokalismus des Deutschen kann man ein Archiphonem ansetzen: /E/ für [e] oder [ə]. Die beiden Vokale, die für das Archiphonem stehen können, sind ebenfalls von der Lautumgebung, in diesem Fall davon, wo im Wort der Akzent liegt, abhängig.

Um kein Archiphonem handelt es sich bei (kombinatorischer) Aussprachevariation ein und desselben Phonems (s. Allophon).
- /x/: Fach [faχ] – Fächer [fɛçɐ]; dieser Wechsel ist durch den vorangehenden Vokal bedingt, nicht durch den Auslaut, wie das folgende Beispiel zeigt: Gefach [ɡəˈfaχ] – Gefache [ɡəˈfaχə].